# Rothsricht
Rothsricht (früher Ratzricht) ist ein Gemeindeteil (Weiler) von Birgland im Landkreis Amberg-Sulzbach in der Oberpfalz in Bayern.

## Lage
Der Ort liegt im nordöstlichen Bereich der Gemeinde. Am westlichen Ortsrand verläuft die Kreisstraße AS 1, am südlichen Ortsrand die AS 36 und nördlich die B 14. Mehrere Berge zwischen 550 und 570 m ü. NN umgeben den Ort. Nördlich liegt die Abschnittsbefestigung Kuhfels. Nahe gelegene Gemeindeteile sind Sunzendorf (südwestlich), Höfling (östlich), Ammersricht (südlich) und Bachetsfeld (Gemeinde Illschwang) (nördlich).

## Geschichte
Rothsricht wurde 1978 als Gemeindeteil der ehemaligen Gemeinde Sunzendorf in die Gemeinde Birgland eingemeindet.